# سیارک ۲۱۶۳۴۳
سیارک ۲۱۶۳۴۳ (به انگلیسی: 216343 Wenchang، نامگذاری:2007WJ56) دویست و شانزده هزار و سیصد و چهل و سومین سیارک کشف شده‌است که در ۲۸ نوامبر ۲۰۰۷ کشف شد.